# Cadfael

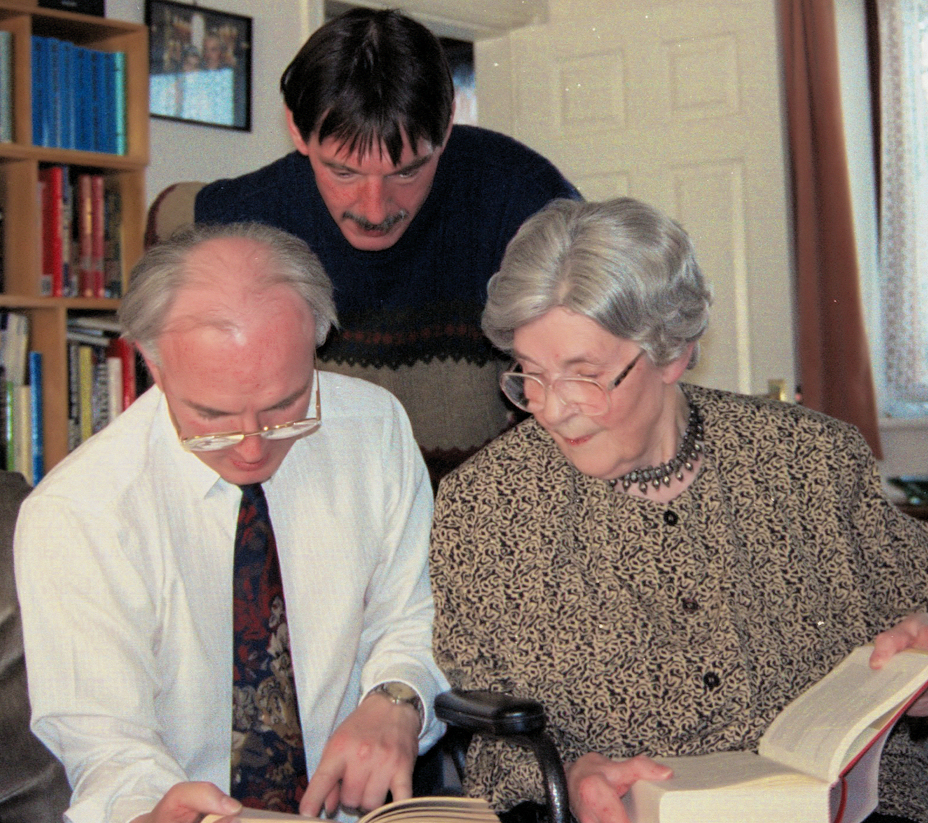
Ellis Peters, haar zaakwaar-nemer Arthur Fielder en haar Nederlandse vertaler Pieter Janssens

Cadfael (spreek uit: Ked-vajel), voluit Cadfael ap Meilyr ap Dafydd (Cadfael zoon van Meilyr zoon van Dafydd) is de hoofdpersoon van een boekenreeks van Ellis Peters. De uit de kruistochten teruggekeerde Welshman Cadfael wordt monnik in de benedictijnse abdij van Shrewsbury in County Shropshire, waar hij zijn logica en botanische kennis gebruikt om mysterieuze zaken op te lossen. De verhalen spelen zich af tussen 1120 en 1145 tegen de achtergrond van de strijd tussen keizerin Maud en koning Stephen. Verschillende historische gebeurtenissen worden beschreven in de boeken.

## Boeken
Alle Cadfael-boeken zijn in het Nederlands verschenen bij De Boekerij, in de vertaling van Pieter Janssens.
| - A Rare Benedictine (Een bijzondere benedictijn) - A Morbid Taste for Bones (Het heilige vuur) - One Corpse Too Many (Het laatste lijk) - Monk's Hood (Het gemene gewas) - Saint Peter's Fair (De kwade knecht) - The Leper of Saint Giles (De eenzame bruid) - The Virgin in the Ice (De kille maagd) - The Sanctuary Sparrow (Het vege lijf) - The Devil's Novice (De duivelse droom) - Dead Man's Ransom (De gouden speld) - The Pilgrim of Hate (Een wisse dood) | - An Excellent Mystery (Een hard gelag) - The Raven in the Foregate (De ware aard) - The Rose Rent (Een witte roos) - The Hermit of Eyton Forest (Het stille woud) - The Confession of Brother Haluin (De laatste eer) - The Heretic's Apprentice (Het rechte pad) - The Potter's Field (Een zijden haar) - The Summer of the Danes (Een lieve lust) - The Holy Thief (De heilige dief) - Brother Cadfael's Penance (De verloren zoon) |

Vier Cadfael-kronieken waren al eerder verschenen bij Thieme-Zutphen, onder andere titels, te weten Monk's Hood (onder de titel Venijn in monnikskap), St. Peter's Fair (Sint Pieter's jaarmarkt), A Morbid Taste for Bones (Heilig botje bij botje) en One corpse too many (Een lijk te veel), in de vertaling van Marije Staercke-Lobry.
De kronieken zetten Shrewsbury nationaal en internationaal op de kaart en met het oog op het toerisme werd in 1994 zelfs de (inmiddels weer gesloten) Shrewsbury Quest ingericht, met de abdij van Shrewsbury als middelpunt van georganiseerde speurtochten. In Shrewsbury Abbey, waar haar Cadfael-verhalen zich afspelen, is een gedenkteken voor haar opgericht in de vorm van een glas-in-loodraam.
Het eerste en tevens laatste nummer van het anglofiele magazine A Taste of Britain (1995) stond in het teken van de destijds heersende Cadfael-rage.

## Televisieserie
Een Engelse televisieserie werd opgenomen tussen 1994 en 1998. Alle afleveringen werden door de KRO ook in Nederland uitgezonden. De Engelse acteur Derek Jacobi speelt hierin Cadfael.

### Afleveringen
Seizoen I (1994):
- One Corpse Too Many
- The Sanctuary Sparrow
- The Leper of Saint Giles
- Monk's Hood

Seizoen II (1995-1996):
- The Virgin in the Ice
- The Devil's Novice
- A Morbid Taste for Bones

Seizoen III (1997):
- The Rose Rent
- Saint Peter's Fair
- The Raven in the Foregate

Seizoen IV (1998):
- The Holy Thief
- The Potter's Field
- The Pilgrim of Hate

In 2000 verscheen van de hand van Robin Whiteman (auteur van Cadfael Country, Brother Cadfael's Herb Garden en de encyclopedische Cadfael Companion), Brother Cadfael's Book of Days, een geïllustreerde bloemlezing uit alle Cadfael-kronieken.